# Anne Marit Bjørnflaten

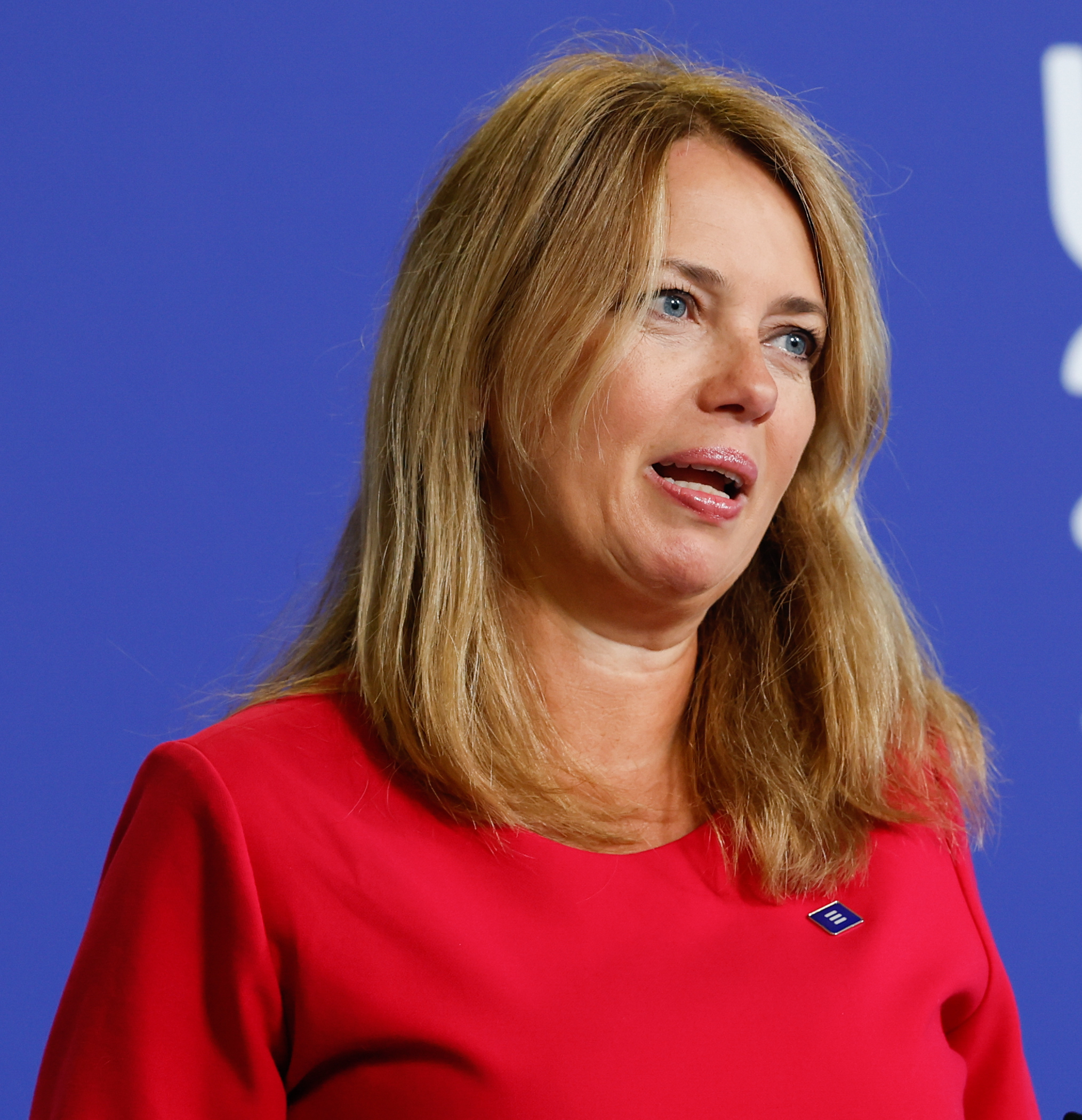
Anne Marit Bjørnflaten, 2023

Anne Marit Bjørnflaten (* 18. Juni 1969 in Harstad) ist eine norwegische Politikerin der sozialdemokratischen Arbeiderpartiet (Ap). Von 2005 bis 2013 war sie Abgeordnete im Storting. Seit September 2022 ist sie Staatssekretärin.

## Leben
Nach dem Abschluss der weiterführenden Schule in Bardufoss im Jahr 1989 studierte Bjørnflaten Geschichte an der Universität Tromsø und bis 1995 Staatswissenschaften an der Universität Oslo. Während dieser Zeit arbeitete sie unter anderem von 1990 bis 1991 als Jugendsekretärin für die Arbeidernes Ungdomsfylking (AUF) und den Gewerkschaftsdachverband Landsorganisasjonen i Norge (LO) in der damaligen Provinz Troms. 1994 war sie als politische Sekretärin von Sosialdemokrater mot EU (deutsch: Sozialdemokraten gegen die EU) tätig. Nach dem Ende ihrer Zeit an der Universität Oslo arbeitete sie in den Jahren 1995 bis 1997 für die Kommune Oslo und anschließend als Beraterin für die Entwicklungshilfebehörde Norad. Bjørnflaten wirkte zudem zwischen 1998 und 1999 als Journalistin für den Norsk rikskringkasting (NRK) in Troms.
In den Jahren 1991 bis 1995 saß Bjørnflaten im Fylkesting von Troms. Für die Arbeiderpartiet-Fraktion im Osler Stadtrat fungierte sie im Jahr 1999 schließlich als Beraterin, bevor sie den Job für die Arbeiderpartiet-Fraktion im norwegischen Nationalparlament Storting übernahm. Von März 2000 bis Oktober 2001 war sie unter Thorbjørn Jagland als politische Beraterin am Utenriksdepartementet, dem norwegischen Außenministerium, tätig. Anschließend leitete sie bis 2003 die Presseabteilung des Nasjonalt senter for telemedisin. Von 2003 bis 2005 saß sie im Stadtrat von Tromsø und war Vorsitzende des Tromsøer Kulturkomitees. 
Bjørnflaten zog bei der Parlamentswahl 2005 erstmals ins Storting ein. Dort vertrat sie den Wahlkreis Troms und wurde Vorsitzende im Justizausschuss. Nach der Wahl 2009 ging sie in den Transport- und Kommunikationsausschuss über, wo sie den stellvertretenden Vorsitz übernahm. Zwischen Oktober 2005 und September 2013 war sie zudem Mitglied im Fraktionsvorstand ihrer Partei. Im Vorfeld der Stortingswahl 2013 kündigte sie an, nicht erneut für einen Sitz im Parlament zu kandidieren. Sie schied folglich im Herbst 2013 aus dem Storting aus.
Im April 2014 übernahm Bjørnflaten den Posten als Kommunikationsdirektorin bei Hurtigruten. Dort blieb sie bis 2021. Zum 30. September 2022 wurde sie neue Staatssekretärin im Nærings- og fiskeridepartementet unter Wirtschaftsminister Jan Christian Vestre.
Sie ist mit dem Arbeiderpartiet-Politiker Gunnar Wilhelmsen verheiratet.